# هوارد كول
هوارد كول (بالإنجليزية: Howard Cole)‏ هو متسابق دراجات نارية بريطاني، ولد في 29 ديسمبر 1943 في كارديف في المملكة المتحدة.